# Saga Íslendinga
La saga Íslendinga pertenece a la sección más importante de la saga Sturlunga, una compilación de manuscritos de la Islandia medieval fechada hacia el 1300 d. C.
La saga Íslendinga ha sido la fuente principal de información para los historiadores en relación con los acontecimientos de principios del siglo XIII en Islandia. La autoría se ha atribuido al caudillo islandés Sturla Þórðarson y comprende hechos acaecidos entre 1183 y 1264. El estilo de la saga Íslendinga se ha considerado admirable, por su franqueza, sencillez e imparcialidad — los historiadores coinciden que muestra un perfil bastante exacto de la sociedad islandesa del siglo XIII, aunque solo sea porque el autor o autores estaban involucrados en los eventos contemporáneos que se detallan.
Si el autor fue Sturla Þórðarson, siguió el ejemplo de Julio César y hablaba de sí mismo en tercera persona. Si fue así, y todo apunta a que ciertamente lo es, el merecimiento es doble por reputación, ya que estuvo involucrado y relacionado con la mayoría de personajes y testigos históricos de aquel periodo. Otras fuentes confirman que fue un modelo de moderación.